# スカイハウス
スカイハウスは、東京都文京区大塚にある菊竹清訓設計の住宅（自邸）である。国の重要文化財への指定が答申されている（官報告示を経て正式指定となる）

## 概要
1958年竣工。DOCOMOMO JAPAN選定 日本におけるモダン・ムーブメントの建築に選定されている。
1辺10mの正方形の居住空間を、各辺の中央に位置する4本の鉄筋コンクリートの壁柱で、地上から5mの空中に持ち上げた構造を持つ。
居住空間には仕切り壁はなく、その四周は廊下となっており、キッチン、浴室、収納等が交換可能に取り付けられている。また、居住階の下部は当初はピロティとされ、家族構成の変化に応じて、居住階からカプセルを吊り下げる形で増築が可能になっており、実際、この方式で子供部屋の増築が行われていた。これらは菊竹の唱えるメタボリズムを体現したものであった。
屋根は寄棟型で、HPシェル構造が採用されている。また、床は格子構造とされている。

## 増改築
ピロティには事務所が設けられていたが、事務所の移転を機に子供部屋のカプセルが増築された。その後、冷蔵庫の大型化などの設備の発展に対応してキッチンが中二階に移された。また、蔵書の増加に伴い、ピロティに図書を置く個室が設けられ、個室の近くに主寝室が移された。
この結果、1994年時点では、ピロティに個室、主寝室及び浴室、中二階に玄関、キッチン、ダイニング、最上部に書斎、接客室が設けられた状態となった。